# Tápiószőlős
Tápiószőlős es un pueblo húngaro perteneciente al distrito de Cegléd, condado de Pest.

## Superficie
Cuenta con una superficie de 31,81 km².

## Demografía
Hasta 2024 la población era de 2889 habitantes, con una densidad de población de 90,82 hab/km².
| Gráfica de evolución demográfica de Tápiószőlős entre 2020 y 2024 |
|                                                                   |
| Datos según la Oficina Central de Estadística de Hungría.         |